# Searchlight Pictures
Searchlight Pictures (tên trước đây là Fox Searchlight Pictures) là một công ty sản xuất điện ảnh của Mỹ trực thuộc Fox Entertainment Group, một công ty chị em với 20th Century Fox, vốn đều thuộc sở hữu bởi hãng phim 21st Century Fox của doanh nhân Rupert Murdoch. Fox Searchlight Pictures tập trung phân phối tại thị trường Bắc Mỹ các phim điện ảnh thuộc dòng phim độc lập, một số phim hài chính kịch, kinh dị, arthouse và phim nước ngoài. Trong một số trường hợp, hãng phim cũng tham gia cung cấp tài chính cho các bộ phim này.
Bốn phim điện ảnh của hãng Fox Searchlight bao gồm Triệu phú ổ chuột, 12 năm nô lệ, Birdman và Người đẹp và thủy quái đã giành được tượng vàng Oscar cho Phim hay nhất lần lượt tại Giải Oscar lần thứ 81, 86, 87 và 90. Ngoài ra các phim điện ảnh của hãng cũng nhận được tổng cộng 15 đề cử khác cho hạng mục này qua các năm. Các phim điện ảnh của Fox Searchlight đã nhận được đề của Phim hay nhất tại các giải thưởng Oscar có thể kể tới The Full Monty, Sideways, Little Miss Sunshine, Juno, Thiên nga đen, 127 giờ, Cây đời, Tình thân, Quái vật miền Nam hoang dã, The Grand Budapest Hotel, Brooklyn và Three Billboards: Truy tìm công lý. Triệu phú ổ chuột là phim điện ảnh có thành công thương mại lớn nhất của hãng Searchlight, với doanh thu hơn 377 triệu USD so với mức kinh phí bỏ ra vào khoảng 15 triệu USD.

## Lịch sử
Từ năm 1982 tới năm 1985, trước khi Searchlight được thành lập, hãng Fox đã phát hành các bộ phim độc lập và phát hành chúng dưới nhãn hiệu 20th Century-Fox International Classics, rồi sau đó đổi thành 20th Century-Fox Specialized Film Division, và TLC Films. Các tác phẩm điện ảnh nổi bật trong thời kỳ này có thể kể tới như Bill Cosby: Himself, Eating Raoul, Đến Thượng đế cũng phải cười, Reuben, Reuben và Ziggy Stardust and the Spiders from Mars.
Năm 2006, một hãng phim phụ tên là Fox Atomic được thành lập nhằm mục đích sản xuất và phân phối các dòng phim theo thể loại riêng. Tuy nhiên tới năm 2009, Fox Atomic bị đóng cửa. Tháng 4 năm 2018, hãng phim thành lập Searchlight Television, dưới sự lãnh đạo của David Greenbaum và Matthew Greenfield.

## Danh sách phim

### Thập niên 1990
| Ngày phát hành       | Tựa đề                      | Ghi chú                               |
| -------------------- | --------------------------- | ------------------------------------- |
| 11 tháng 8 năm 1995  | The Brothers McMullen       |                                       |
| 22 tháng 3 năm 1996  | Girl 6                      |                                       |
| 14 tháng 6 năm 1996  | Stealing Beauty             |                                       |
| 23 tháng 8 năm 1996  | She's the One               |                                       |
| 11 tháng 10 năm 1996 | Looking for Richard         |                                       |
| 21 tháng 2 năm 1997  | Blood and Wine              |                                       |
| 28 tháng 2 năm 1997  | Smilla's Sense of Snow      |                                       |
| 28 tháng 3 năm 1997  | Love and Other Catastrophes |                                       |
| 11 tháng 4 năm 1997  | Paradise Road               |                                       |
| 16 tháng 5 năm 1997  | The Van                     |                                       |
| 6 tháng 6 năm 1997   | Intimate Relations          |                                       |
| 25 tháng 7 năm 1997  | Star Maps                   |                                       |
| 15 tháng 8 năm 1997  | The Full Monty              |                                       |
| 31 tháng 10 năm 1997 | The Ice Storm               |                                       |
| 2 tháng 1 năm 1998   | Oscar and Lucinda           |                                       |
| 24 tháng 4 năm 1998  | Two Girls and a Guy         |                                       |
| 1 tháng 5 năm 1998   | Shooting Fish               |                                       |
| 22 tháng 5 năm 1998  | Slums of Beverly Hills      |                                       |
| 12 tháng 6 năm 1998  | Cousin Bette                |                                       |
| 17 tháng 7 năm 1998  | Polish Wedding              |                                       |
| 2 tháng 10 năm 1998  | The Impostors               |                                       |
| 20 tháng 11 năm 1998 | Waking Ned                  |                                       |
| 26 tháng 2 năm 1999  | 20 Dates                    |                                       |
| 26 tháng 3 năm 1999  | Among Giants                |                                       |
| 30 tháng 4 năm 1999  | A Midsummer Night's Dream   | Đồng sản xuất với Regency Enterprises |
| 10 tháng 9 năm 1999  | Best Laid Plans             |                                       |
| 10 tháng 9 năm 1999  | Whiteboyz                   |                                       |
| 8 tháng 10 năm 1999  | Boys Don't Cry              |                                       |
| 29 tháng 10 năm 1999 | Dreaming of Joseph Lees     |                                       |
| 24 tháng 12 năm 1999 | Titus                       |                                       |

### Thập niên 2000
| Ngày phát hành       | Tựa đề                    | Ghi chú |
| -------------------- | ------------------------- | --- |
| 25 tháng 2 năm 2000  | The Closer You Get        | |
| 17 tháng 3 năm 2000  | Soft Fruit                | |
| 1 tháng 9 năm 2000   | Chinese Coffee            | |
| 22 tháng 9 năm 2000  | Woman on Top              | |
| 6 tháng 10 năm 2000  | Bootmen                   | |
| 24 tháng 11 năm 2000 | Quills                    | |
| 13 tháng 4 năm 2001  | Kingdom Come              | |
| 15 tháng 6 năm 2001  | Sexy Beast                | |
| 10 tháng 8 năm 2001  | The Deep End              | |
| 19 tháng 10 năm 2001 | Waking Life               | |
| 15 tháng 2 năm 2002  | Super Troopers            | |
| 15 tháng 3 năm 2002  | Kissing Jessica Stein     | |
| 9 tháng 8 năm 2002   | The Good Girl             | |
| 23 tháng 8 năm 2002  | One Hour Photo            | |
| 20 tháng 9 năm 2002  | The Banger Sisters        | |
| 11 tháng 10 năm 2002 | Brown Sugar               | |
| 20 tháng 12 năm 2002 | Antwone Fisher            | |
| 14 tháng 3 năm 2003  | Bend It Like Beckham      | |
| 21 tháng 3 năm 2003  | L'Auberge espagnole       | |
| 4 tháng 4 năm 2003   | The Good Thief            | |
| 2 tháng 5 năm 2003   | The Dancer Upstairs       | |
| 27 tháng 6 năm 2003  | 28 Days Later             | |
| 18 tháng 6 năm 2003  | Garage Days               | |
| 25 tháng 6 năm 2003  | Lucia, Lucia              | Phát hành tại Mỹ                                                                                             |
| 8 tháng 8 năm 2003   | Le Divorce                | |
| 22 tháng 8 năm 2003  | Thirteen                  | Đồng sản xuất với Working Title Films                                                                        |
| 28 tháng 11 năm 2003 | In America                | |
| 6 tháng 2 năm 2004   | The Dreamers              | |
| 27 tháng 2 năm 2004  | Club Dread                | |
| 26 tháng 3 năm 2004  | Never Die Alone           | |
| 9 tháng 4 năm 2004   | Johnson Family Vacation   | |
| 11 tháng 6 năm 2004  | Napoleon Dynamite         | Đồng sản xuất với Paramount Pictures và MTV Films                                                            |
| 2 tháng 7 năm 2004   | The Clearing              | |
| 30 tháng 7 năm 2004  | Garden State              | Đồng sản xuất với Miramax Films                                                                              |
| 1 tháng 10 năm 2004  | I Heart Huckabees         | |
| 22 tháng 10 năm 2004 | Sideways                  | |
| 12 tháng 11 năm 2004 | Kinsey                    | |
| 11 tháng 3 năm 2005  | Millions                  | |
| 18 tháng 3 năm 2005  | Melinda and Melinda       | |
| 16 tháng 9 năm 2005  | Separate Lies             | |
| 23 tháng 9 năm 2005  | Roll Bounce               | |
| 11 tháng 11 năm 2005 | Bee Season                | Đồng sản xuất với Regency Enterprises                                                                        |
| 23 tháng 12 năm 2005 | The Ringer                | |
| 27 tháng 1 năm 2006  | Imagine Me & You          | |
| 17 tháng 2 năm 2006  | Night Watch               | |
| 10 tháng 3 năm 2006  | The Hills Have Eyes       | |
| 17 tháng 3 năm 2006  | Thank You for Smoking     | |
| 7 tháng 4 năm 2006   | Phat Girlz                | |
| 28 tháng 4 năm 2006  | Water                     | |
| 28 tháng 7 năm 2006  | Little Miss Sunshine      | |
| 18 tháng 8 năm 2006  | Trust the Man             | |
| 15 tháng 9 năm 2006  | Confetti                  | |
| 29 tháng 9 năm 2006  | The Last King of Scotland | |
| 17 tháng 11 năm 2006 | Fast Food Nation          | |
| 24 tháng 11 năm 2006 | The History Boys          | |
| 22 tháng 12 năm 2006 | Notes on a Scandal        | |
| 9 tháng 3 năm 2007   | The Namesake              | |
| 16 tháng 3 năm 2007  | I Think I Love My Wife    | Đồng sản xuất với UTV Motion Pictures                                                                        |
| 11 tháng 5 năm 2007  | 28 Weeks Later            | |
| 18 tháng 5 năm 2007  | Once                      | |
| 25 tháng 5 năm 2007  | Waitress                  | |
| 1 tháng 6 năm 2007   | Day Watch                 | |
| 6 tháng 7 năm 2007   | Joshua                    | |
| 27 tháng 7 năm 2007  | Sunshine                  | |
| 26 tháng 10 năm 2007 | The Darjeeling Limited    | |
| 30 tháng 11 năm 2007 | The Savages               | |
| 7 tháng 12 năm 2007  | Juno                      | |
| 28 tháng 3 năm 2008  | Under the Same Moon       | Đồng phân phối với The Weinstein Company                                                                     |
| 11 tháng 4 năm 2008  | Young@Heart               | |
| 11 tháng 4 năm 2008  | Street Kings              | Chỉ phân phối; sản xuất bởi 3 Arts Entertainment                                                             |
| 26 tháng 9 năm 2008  | Choke                     | |
| 17 tháng 10 năm 2008 | The Secret Life of Bees   | |
| 14 tháng 11 năm 2008 | Triệu phú ổ chuột         | Giải Oscar cho Phim hay nhất năm 2009 Đồng sản xuất với Warner Bros. Pictures, Celador Films, Film4 và Pathé |
| 19 tháng 12 năm 2008 | The Wrestler              | |
| 16 tháng 1 năm 2009  | Notorious                 | |
| 13 tháng 3 năm 2009  | Miss March                | |
| 5 tháng 6 năm 2009   | My Life in Ruins          | |
| 17 tháng 7 năm 2009  | (500) ngày yêu            | |
| 31 tháng 7 năm 2009  | Adam                      | |
| 2 tháng 10 năm 2009  | Whip It                   | |
| 23 tháng 10 năm 2009 | Amelia                    | |
| 30 tháng 10 năm 2009 | Gentlemen Broncos         | |
| 18 tháng 12 năm 2009 | Crazy Heart               | |

### Thập niên 2010
| Ngày phát hành       | Tựa đề                                | Ghi chú                                                                     |
| -------------------- | ------------------------------------- | --------------------------------------------------------------------------- |
| 12 tháng 2 năm 2010  | My Name Is Khan                       | Đồng sản xuất với Dharma Productions                                        |
| 12 tháng 3 năm 2010  | Our Family Wedding                    |                                                                             |
| 14 tháng 5 năm 2010  | Just Wright                           |                                                                             |
| 18 tháng 6 năm 2010  | Cyrus                                 |                                                                             |
| 17 tháng 9 năm 2010  | Never Let Me Go                       |                                                                             |
| 15 tháng 10 năm 2010 | Conviction                            |                                                                             |
| 26 tháng 11 năm 2010 | 127 giờ                               |                                                                             |
| 3 tháng 12 năm 2010  | Thiên nga đen                         |                                                                             |
| 11 tháng 2 năm 2011  | Cedar Rapids                          |                                                                             |
| 18 tháng 3 năm 2011  | Win Win                               |                                                                             |
| 22 tháng 4 năm 2011  | Dum Maro Dum                          |                                                                             |
| 27 tháng 5 năm 2011  | Cây đời                               |                                                                             |
| 17 tháng 6 năm 2011  | The Art of Getting By                 |                                                                             |
| 15 tháng 7 năm 2011  | Snow Flower and the Secret Fan        |                                                                             |
| 22 tháng 7 năm 2011  | Another Earth                         |                                                                             |
| 30 tháng 9 năm 2011  | Margaret                              |                                                                             |
| 21 tháng 10 năm 2011 | Martha Marcy Marlene                  |                                                                             |
| 18 tháng 11 năm 2011 | Tình thân                             |                                                                             |
| 2 tháng 12 năm 2011  | Shame                                 |                                                                             |
| 27 tháng 4 năm 2012  | Sound of My Voice                     |                                                                             |
| 4 tháng 5 năm 2012   | The Best Exotic Marigold Hotel        |                                                                             |
| 8 tháng 6 năm 2012   | Lola Versus                           |                                                                             |
| 29 tháng 6 năm 2012  | Quái vật miền Nam hoang dã            |                                                                             |
| 6 tháng 7 năm 2012   | The Do-Deca-Pentathlon                |                                                                             |
| 27 tháng 7 năm 2012  | Ruby Sparks                           |                                                                             |
| 19 tháng 10 năm 2012 | The Sessions                          |                                                                             |
| 23 tháng 11 năm 2012 | Hitchcock                             |                                                                             |
| 1 tháng 3 năm 2013   | Stoker                                |                                                                             |
| 5 tháng 4 năm 2013   | Mê cung ký ức                         |                                                                             |
| 31 tháng 5 năm 2013  | The East                              |                                                                             |
| 5 tháng 7 năm 2013   | The Way, Way Back                     |                                                                             |
| 20 tháng 9 năm 2013  | Enough Said                           |                                                                             |
| 27 tháng 9 năm 2013  | Baggage Claim                         |                                                                             |
| 18 tháng 10 năm 2013 | 12 năm nô lệ                          | Giải Oscar cho Phim hay nhất năm 2014 Đồng sản xuất với Regency Enterprises |
| 29 tháng 11 năm 2013 | Black Nativity                        |                                                                             |
| 7 tháng 3 năm 2014   | The Grand Budapest Hotel              | Đồng sản xuất với Indian Paintbrush                                         |
| 4 tháng 4 năm 2014   | Dom Hemingway                         |                                                                             |
| 2 tháng 5 năm 2014   | Belle                                 |                                                                             |
| 18 tháng 7 năm 2014  | I Origins                             |                                                                             |
| 1 tháng 8 năm 2014   | Calvary                               |                                                                             |
| 12 tháng 9 năm 2014  | The Drop                              |                                                                             |
| 17 tháng 10 năm 2014 | Birdman                               | Giải Oscar cho Phim hay nhất năm 2015 Đồng sản xuất với Regency Enterprises |
| 5 tháng 12 năm 2014  | Wild                                  |                                                                             |
| 6 tháng 3 năm 2015   | The Second Best Exotic Marigold Hotel |                                                                             |
| 17 tháng 4 năm 2015  | True Story                            | Đồng sản xuất với Regency Enterprises                                       |
| 1 tháng 5 năm 2015   | Far From the Madding Crowd            |                                                                             |
| 12 tháng 6 năm 2015  | Me and Earl and the Dying Girl        |                                                                             |
| 14 tháng 8 năm 2015  | Mistress America                      |                                                                             |
| 2 tháng 10 năm 2015  | He Named Me Malala                    |                                                                             |
| 6 tháng 11 năm 2015  | Brooklyn                              |                                                                             |
| 4 tháng 12 năm 2015  | Youth                                 |                                                                             |
| 8 tháng 4 năm 2016   | Demolition                            |                                                                             |
| 4 tháng 5 năm 2016   | A Bigger Splash                       |                                                                             |
| 22 tháng 7 năm 2016  | Absolutely Fabulous: The Movie        |                                                                             |
| 7 tháng 10 năm 2016  | The Birth of a Nation                 |                                                                             |
| 2 tháng 12 năm 2016  | Jackie                                |                                                                             |
| 10 tháng 2 năm 2017  | A United Kingdom                      |                                                                             |
| 3 tháng 3 năm 2017   | Table 19                              |                                                                             |
| 24 tháng 3 năm 2017  | Wilson                                |                                                                             |
| 7 tháng 4 năm 2017   | Gifted                                |                                                                             |
| 9 tháng 6 năm 2017   | My Cousin Rachel                      |                                                                             |
| 4 tháng 8 năm 2017   | Step                                  |                                                                             |
| 18 tháng 8 năm 2017  | Patti Cake$                           |                                                                             |
| 22 tháng 9 năm 2017  | Battle of the Sexes                   |                                                                             |
| 13 tháng 10 năm 2017 | Tạm biệt Christopher Robin            |                                                                             |
| 10 tháng 11 năm 2017 | Three Billboards: Truy tìm công lý    |                                                                             |
| 1 tháng 12 năm 2017  | Người đẹp và thủy quái                | Giải Oscar cho Phim hay nhất năm 2018                                       |
| 23 tháng 3 năm 2018  | Đảo của những chú chó                 |                                                                             |
| 20 tháng 4 năm 2018  | Super Troopers 2                      |                                                                             |
| 28 tháng 9 năm 2018  | The Old Man and the Gun               |                                                                             |
| 19 tháng 10 năm 2018 | Can You Ever Forgive Me?              |                                                                             |
| 23 tháng 11 năm 2018 | The Favourite                         |                                                                             |